# سیکلام
سیکلام (به انگلیسی: Cyclam) یک ترکیب شیمیایی با شناسه پاب‌کم ۶۴۹۶۴ است.